# Bill Potts
Pour le personnage de Doctor Who, voir Bill Potts (Doctor Who).
Bill Potts, né dans le comté d'Arlington en 1928 et mort à Fort Lauderdale aux États-Unis en 2005, est un pianiste et arrangeur de jazz américain. 